# Ponto Belo (distrito)
Sede ou Ponto Belo é um distrito do município de Ponto Belo, no Espírito Santo . O distrito possui  cerca de 4 400 habitantes e está situado na região norte do município .